# دمار کارول
دمار کارول (انگلیسی: DeMarre Carroll؛ زادهٔ ۲۷ ژوئیهٔ ۱۹۸۶) بازیکن بسکتبال اهل ایالات متحده آمریکا است.
از باشگاه‌هایی که در آن بازی کرده‌است می‌توان به ممفیس گریزلیز، بروکلین نتس، هیوستون راکتس، دنور ناگتس، یوتا جاز، سن آنتونیو اسپرز، و آتلانتا هاوکس اشاره کرد.